# Ri Chang-ho
Ri Chang-ho (4 de janeiro de 1990) é um futebolista profissional norte-coreano que atua como defensor.

## Carreira
Ri Chang-ho representou a Seleção Norte-Coreana de Futebol na Copa da Ásia de 2015.